# Królewska Odlewnia Żeliwa w Gliwicach

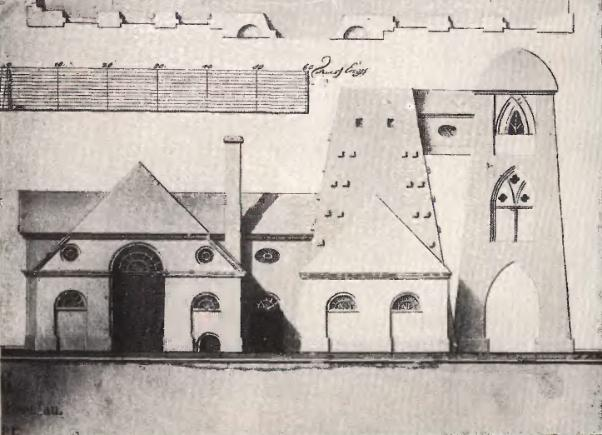
Zabudowania odlewni, grafika z początku XIX wieku

Królewska Odlewnia Żeliwa w Gliwicach (niem. Königlich Preußische Eisengießerei) – gliwicka odlewnia, nazywana również Hutą Gliwicką lub Starą Hutą, była jednym z najnowocześniejszych zakładów tego typu w Europie końca XVIII wieku. Była ona drugą najstarszą w całych Prusach (po Królewskiej Hucie "Malapane" - dziś Huta Małapanew w Ozimku, najdłużej działającej, bo od 1754 roku).

## Historia
Pomysł umieszczenia huty żelaza w Gliwicach wyszedł od ówczesnego dyrektora pruskiego Wyższego Urzędu Górniczego we Wrocławiu, Friedricha Wilhelma von Redena. W 1793 r. sprowadził on na Śląsk młodego, obiecującego szkockiego metalurga, Johna Baildona i powierzył mu nadzór nad budową pierwszego na kontynencie europejskim wielkiego pieca hutniczego opalanego koksem. Huta powstała w oparciu o projekt Johanna Friedricha Weddinga. Piec zbudowano według planów radcy hutniczego (niem. Hüttenrat) Ephraima Ludwiga Abta (1752-1819), który kilka lat wcześniej (w 1789 r.) przeprowadził w hucie w Ozimku pierwsze udane próby z użyciem koksu do wytopu żelaza. Uruchomiono go po blisko 4 latach budowy, 10 listopada 1796 r. Wysoki na 45 stóp (ok. 12,85 m) piec produkował w ciągłym cyklu surówkę z roczną wydajnością ok. 1000 ton. Pierwsza przerwa w produkcji, związana z jego przebudową, miała miejsce dopiero w 1831 r.
Początki odlewni sięgają roku 1798, kiedy to gliwickiej hucie uruchomiono gisernię. Początkowo posiadała dwa żeliwiaki, dwa piece płomienne, dół odlewniczy, suszarnię form i trzy żurawie do podnoszenia ciężarów. W ciągu dwóch lat wyprodukowała prawie 57 tys. kg odlewów artystycznych, wartości 2000 talarów. W tym samym czasie rozpoczęto odlewanie części maszynowych. m.in. w 1800 r. odlano tu cylinder o średnicy 105 cm do maszyny parowej dla budowanej w tym czasie huty "Królewskiej". W 1804 r. zaczęto tu odlewać poszukiwane w czasach wojen napoleońskich armaty i kule do nich. produkcja ta była utrzymywana i później: latach 1813-1817 wykonano tu 255 armat.
Od 1819 r. huta zajmowała się również wykonaniem z lanego żelaza elementów mostów. Jej dziełem były m.in. most nad Hawelą w Poczdamie (1823 r.) czy most Weidendammer nad Sprewą w Berlinie (1824). Ich konstrukcje zostały przetransportowane na miejsca budowy drogą wodną z wykorzystaniem Kanału Kłodnickiego.
Zakład współpracował z podobnymi zakładami w Ozimku ("Malapane"), Berlinie i Sayn niedaleko Koblencji (dziś w granicach miasta Bendorf). W latach 1857–1868 wyrabiano tu także naczynia gospodarskie, a od 1900 r. również armaturę wodociągową i gazową.
W XIX wieku gliwicka odlewnia była renomowanym zakładem, znanym w całej Europie, o bardzo szerokim profilu działalności. Julian Ursyn Niemcewicz nazwał ją najpiękniejszą na Śląsku gisernią. Jedną z jej specjalizacji było m.in. w odlewnictwo artystyczne. Obok monumentalnych dzieł, jak rzeźby czy pomniki, wytwarzała w dużych ilościach odlewy dekoracyjne – świeczniki, kałamarze, krzyże nagrobne, a także miniatury pomników. Od lat 20. XIX w. z zakładem związany był Theodor Erdmann Kalide, autor m.in. pomnika "Chłopiec z łabędziem" w Chorzowie, czy gliwickich monumentów "Lew czuwający" i "Dziewczyna z lirą". Współpracował z nią również inny wybitny artysta, August Kiss z Paprocan koło Tychów.
Umiejętność precyzyjnego lania drobnych elementów: płaskorzeźb, plakiet czy medali sprawiła, że w 1813 r. Królewska Odlewnia Żeliwa była pierwszym zakładem, któremu zlecono wykonanie najwyższego niemieckiego odznaczenia wojskowego – Żelaznego Krzyża. W okresie I wojny światowej produkowano tu tzw. "czarną biżuterię", wykonaną z żeliwa, którą Niemcy kupowali zamiast wyrobów jubilerskich, przekazując zaoszczędzone w ten sposób pieniądze na cele militarne. W I poł. XX w. artystą zatrudnionym w hucie był Peter Lipp.
Od lat trzydziestych XX wieku do końca II wojny światowej odlewnia produkowała głównie na potrzeby wojenne III Rzeszy. Po przyłączeniu Gliwic do Polski w 1945 roku zakłady upaństwowiono i odtąd funkcjonują one jako Gliwickie Zakłady Urządzeń Technicznych.